# 拉伊塔河
47°45′49″N 3°32′12″W / 47.76361°N 3.53667°W
拉伊塔河（法語：Laïta）是法國的河流，位於該國西部，河道全長17公里，流經菲尼斯泰尔省和莫尔比昂省，發源自坎佩莱，最終在吉代勒注入大西洋。

## 外部連絅
- http://www.geoportail.fr （页面存档备份，存于）
- The Laïta at the Sandre database